# Ilha Edge
Edgeøya, aportuguesada como Ilha Edge, é uma ilha desabitada da Noruega, no sudeste do arquipélago de Svalbard. Uma ilha do Ártico, é parte da Reserva Natural do Sudeste de Svalbard, casa de ursos-polares e renas. A parte leste é coberta por um campo de gelo. A ilha tem 5073 km² de área, o que faz com que seja a terceira maior do arquipélago, e o seu ponto mais elevado chama-se Caltexfjellet, com 590 m de altitude.
A ilha Edge recebeu o seu nome em homenagem a Thomas Edge (m. 1624), um mercador e baleeiro do Reino Unido. É raramente visitada hoje.